# 齋藤太一
齋藤 太一（さいとう たいち、1993年4月21日 - ）は、日本の男子バドミントン選手。NTT東日本バドミントン部所属。妻は、元バドミントン女子日本代表の大堀彩の姉である大堀優。日本代表ヘッドコーチの大堀均は義父に、マレーシアの男子バドミントン選手のオン・ユーシンは義兄弟にあたる。

## 経歴
小学校の頃は、サッカーとバドミントンを両立していた。富岡第一中学校に進学と同時にバドミントンに専念。2011年高校3年の全国高校総体では、桃田賢斗とのペアで男子ダブルスを優勝した。
その後は早稲田大学に進学し、同学年の古賀輝とペアを組む。全日本学生選手権では、1年時から優勝し始め、4年間通して3度優勝した。
2015年 日本B代表選出。
2016年にNTT東日本に入社。引き続き古賀輝とペア組みダブルスを続ける。
2018年 日本B代表再選出。
2020年 日本A代表選出(～2024年)。
2021年のインドネシア・オープンでは、準々決勝で第4シードのファジャル・アルフィアン / ムハマド・リアン・アルディアントを破り、BWFワールドツアースーパー1000で初めてベスト4入りを果たした。
2024年日本代表及び現役引退後は同チームのコーチを務める。